# Zygocera complexa
Zygocera complexa är en skalbaggsart som beskrevs av Francis Polkinghorne Pascoe 1859. Zygocera complexa ingår i släktet Zygocera och familjen långhorningar. Inga underarter finns listade i Catalogue of Life.